# Сингх, Элвин
Элвин Сингх (англ. Alvin Singh; 9 июня 1988, Мба) — фиджийский футболист, центральный защитник сборной Фиджи и футбольного клуба «Маунт-Друитт Таун Рейнджерс».

## Карьера
Сингх начал свою карьеру в клубе «Мба». 6 сентября 2008 года он дебютировал в национальной сборной Фиджи в победном матче против Вануату, выйдя на замену на 80-й минуте вместо Питы Болатога. В период между 2008 и 2010 годами он выиграл чемпионат Фиджи.
В 2010 году Сингх отправился в «Хекари Юнайтед» из Папуа-Новой Гвинеи. В сезоне 2010/2011 команда выиграла национальный чемпионат. В 2011 году он вернулся в «Мба» и снова выиграл чемпионат Фиджи в 2011 и 2012 годах. В 2012 году Сингх был вызван на Кубок наций ОФК в составе сборной Фиджи, где команда не смогла преодолеть групповой этап, заняв третье место в группе.
В товарищеском матче 19 августа 2015 года в матче против сборной Тонга он забил свой первый гол за национальную команду. Матч в итоге завершился в пользу Фиджи со счётом 5:0. В 2016 году тренер Франк Фарина вызвал Сингха для участия на летних Олимпийских игр 2016 года. Там он сыграл во всех трёх играх сборной Фиджи.
В 2014 году Сингх в третий раз в карьере вернулся в «Мба». В 2016 году Сингх в составе клуба «Мба» в четвёртый раз стал чемпионом Фиджи. В январе 2017 года он уехал из «Мба» в Австралию и присоединился к клубу «АПИЯ Лейхгардт Тайгерс», который представлял Премьер-лигу Нового Южного Уэльса.

## Голы за сборную
| # | Дата            | Место                   | Противник | Гол | Результат | Статус            |
| - | --------------- | ----------------------- | --------- | --- | --------- | ----------------- |
| 1 | 19 августа 2015 | Говинд Парк, Мба, Фиджи | Тонга     | 2:0 | 5:0       | Товарищеский матч |

## Достижения
Мба
- Чемпион Фиджи (4): 2008, 2011, 2012, 2016

 Хекари Юнайтед
- Чемпион Папуа — Новой Гвинеи: 2010/11